# ネッキーとあそぼう わんぱく☆パラダイス
『ネッキーとあそぼう わんぱく☆パラダイス』（ネッキーとあそぼう わんぱくパラダイス）は、静岡県伊東市の放送局、シーブイエー（CVA）が制作し、伊東市内の各ケーブルテレビ局で放送されていた幼児向け番組である。

## 番組概要
2011年4月より放送を開始。放送は毎日だが、基本的に同じ内容を繰り返し放送し、2週間（毎月1日・15日）程度で新作に入っていた。
番組は伊東市内各ケーブルテレビ局のCVA2チャンネルで見られる他、番組公式サイトで見ることができた。ここで公開した映像を番組とは関係ない第三者がニコニコ動画にアップロード（本来は禁止行為）したことで、その内容に伊東市どころか静岡県外から注目を集めることとなる。
第26回からスタッフが大幅に変更され、コーナー編成も改編された。2012年9月後半放送分を以て終了。

## 放送局
| 放送対象地域 | 放送局       | 放送日時                  | 放送期間                     |
| ------------ | ------------ | ------------------------- | ---------------------------- |
| 静岡県伊東市 | シーブイエー | 7:30 - 8:00 16:00 - 16:30 | 2011年4月 日 - 2012年9月30日 |

## 出演者
ネッキー（根木靖夫）
番組の顔ともいえる歌のお兄さんである。
番組中では、抜群の歌唱力、キレのあるダンスパフォーマンスに加え、絵描き歌のコーナーでは「ネキッチ」として登場し、天才画伯ぶりを見せつけている。
ニャンタ
声 - ARA☆TA
第8回から登場したキャラクター。「いきものだいすき」で自分のことを「おれっち」という以外に何も情報がない。
目はフラワーに似ているが眉毛が釣り上がり、漢字の皿の字のような歯、髪のような縞模様が三本、首にスカーフ、胸にはカブトムシがついている。背面には背番号12、ITOという文字が入っている。
声を担当したARA☆TAは、普段は『週末ワイド もぎたて生テレビ』など、CVAの番組の構成を担当している。
フラワー
声 - 毛利遊子（第1回〜第5回） → アッキー
自称、猫のプリンセス。ただし第30回からは無くなった。
第5回以降喋らなくなったが、第1回わんぱらコンサートで久々に声を発した。
ゆうたろう
第5回から登場している。ただし、エンディングロールには一切記載がない。
ネッキーが飼っているミニチュアダックスフンド。2009年8月24日生まれ。名前はネッキーの日記から明らかになった。

### 過去
フレッシュ（佐々木靖）
第1回〜第4回に登場していた、ぽっちゃり体型のピアノのお兄さんである。
小話のコーナーでモップのような髪型のかつらを被った際の名前が「ブラッシュ」となる。（第1回参照）
放送局側とトラブルを起こし、第4回目放送の途中でフレッシュの出演部分を除いて放送され、第5回からは完全に出演しなくなった。
毛利遊子
「おはなしのはこ」のコーナーで本を読んでいた女性。
本人は直接関わっていないもののフレッシュのトラブルに関連して、第5回からは出てこなくなった。
テレビ東京系列『モヤモヤさまぁ〜ず2』（2011年5月8日放送分）にフレッシュと共に出演した。
わんぱらせんにん（パーサーまつや）
第8回より登場。エンディングロールにも一切記載がない謎の男性。後にパーサーまつや本人と判明。毎回、一つのことわざを出し、その意味を伝えていた。
第26回を期に番組への出演が無くなっていた。第29回でパーサーまつや本人が番組から降板したため、以降の出演はなくなった。

## 放送コーナー
第5回より、全国各地よりイラストが寄せられる。前述のようにyoutubeとニコニコ動画で公開されたことで、伊東市どころか静岡県外から寄せられることがほとんどだった。当初は『おはなしのはこ』での起用が主だったが、おはなしの箱終了後は歌の映像に起用されることが多かった。
おはなしのはこ（第1回 - ）
第1回から第4回までは毛利遊子が語り手を担当。ねこのミースケを主人公としたお話がメインだった。BGMの演奏は、フレッシュ扮する『ブラッシュくん』が担当していた。
第4回までのお話に登場するHIDE （大嶋ヒデヒト）によるイラストは、絵の上手い人が書いたとはとても思えないようなものだった。
第5回からネッキーがお話を読むスタイルに変更。ただし、第9回からは朗読はパーサーまつやが担当していた。
第26回をもって最終回となった模様。
- 第1回：ぼく、みーすけ
- 第2回：ぼくのママとパパ
- 第3回：くまさんとありさん
- 第4回：みんなおともだち
- 第6回：いっすんぼうし
- 第8回：うさぎとかめ
- 第9回：うらしまたろう
- 第10回：きんたろう
- 第12回：ももたろう
- 第13回：はなさかじいさん
- 第14回：しょうじょじのたぬきばやし
- 第15回：たぬきのいとぐるま
- 第16回：おむすびころりん
- 第17回：つるのおんがえし
- 第18回：かさじぞう
- 第19回：わらしべちょうじゃ（前編）
- 第20回：わらしべちょうじゃ（後編）
- 第21回：いっきゅう（前編）
- 第22回：いっきゅう（後編）
- 第23回：さるかにがっせん
- 第24回：うしわかまる
- 第26回：さるかにがっせん（2回目）

伊豆のむかしばなし（第29回 -）
第29回より『おはなしのはこ』に代わり始まったコーナー。NPO法人アートの里伊豆高原絵本の家による紙芝居を送る。このコーナーは後番組の「グッチ＆ウッチーのぐるぐるワンダーランド　ぐうなみ!」に継承された。
- 第29回：イボとりおたま石（語り手：中込尚子）
- 第30回：亀石とうげ（語り手：山口久美子）
- 第31回：ユウマのきつね（語り手：太田陽子、お話：白州一子、絵：山口聡巳）

わんぱらものがたり「ネッキーとふしぎななかまたち」（第29回 - ）
ネッキーが、ニャンタ達と出会うまでのお話を語る。コーナーの途中でシルエットクイズが挿入される。
天才画家ネキッチの絵描き歌（第3回 - ）
ネッキー扮するネキッチのお絵かき。毎回勝負と言っているが、勝敗は付かない。
- 第3回：「ネズミの後ろ姿」「ヒヨコ」
- 第4回：「カエル」「メガネ」
- 第6回：「ウサギ」「さかな」
- 第8回：「旗」「時計」「船」
- 第10回：「てるこ」「くま」「さる」
「てるこ」は文字で顔を描いた。
- 第11回：「たぬき」「にわとり」
- 第12回：「あひる」「ぴえろ」
- 第16回：「たぬき」
第11回の「たぬき」は全然違う絵。
- 第17回：「てるこ」「UFO」
「てるこ」は文字で顔を描くのは第10回と同じだが、絵字体は異なる。
- 第18回：「ペンギン」「ヒヨコ」
- 第22回：「ウサギ」「カニ」
- 第23回：「ひまわり」「さる」
「さる」は第10回とは異なり、文字をそのまま絵にしたものである

わんぱらせんにん（第8回 - ）
仙人がことわざについて教えてくれる。第26回をもって最終回となった模様。
- 第8回：さるもきからおちる。
- 第10回：いしのうえにもさんねん
- 第11回：いっせきにちょう
- 第12回：いそがばまわれ
- 第13回：はやおきはさんもんのとく
- 第14回：けんかりょうせいばい
- 第15回：たていたにみず
- 第16回：とらぬたぬきのかわざんよう
- 第17回：どんぐりのせいくらべ
- 第18回：ぶたにしんじゅ
- 第19回：ときはかねなり
- 第20回：おににかなぼう
- 第21回：くあればらくあり
- 第22回：えびでたいをつる
- 第23回：すてるかみあればひろうかみあり
- 第24回：みっかみぬまのさくら
- 第25回：のこりものにはふくがある
- 第26回：すてるかみあればひろうかみあり

わんぱらクッキング（第9回 - ）
ネッキーの簡単料理コーナー。毎回誰かがアシスタントで登場する。
| 回     | 料理                 | アシスタント | 備考                                                                     |
| ------ | -------------------- | ------------ | ------------------------------------------------------------------------ |
| 第9回  | いろいろクラッカー   | フラワー     |                                                                          |
| 第14回 | かんたんみるくゼリー | ニャンタ     | 「ネッキーのチャレンジコーナー」枠                                       |
| 第15回 | かんたんカステラ     | ニャンタ     | おやこでつくろう!!かんたんわんパラクッキング                             |
| 第16回 | くるくるサンドイッチ | こももちゃん |                                                                          |
| 第17回 | くりきんとん         | ニャンタ     | 実際にはサツマイモを使用。番組内では「かんたんおいもできゅっきゅ」と紹介 |
| 第21回 | おからクッキー       | フラワー     | せんにんも声で参加                                                       |
| 第21回 | チョコバナナ         | ニャンタ     |                                                                          |
おりがみ（第11回 - ）
折り紙で何かを作ろう
- 第11回：いえをつくろう

ネッキーのチャレンジコーナー（第13回 - ）
ネッキーの特技が披露される。
- 第13回：「マジック」「バルーンアート」
- 第14回：「バルーンアート」「クッキング」※詳細はわんぱらクッキングにて記載
- 第15回：「バルーンアート＆てじな」
- 第16回：「バルーンアート」
- 第18回：「イルカのトレーナー」 - ロケ地は下田海中水族館
- 第19回：「たこあげ」（失敗）
- 第20回：「たこあげ」（成功）
- 第21回：「マジック（コインの瞬間移動）」
- 第22回：「マジック（ボールペン貫通）」「てんこく（篆刻）」 - 篆刻では漢字の元となった字「篆書体」を印鑑にしていくが、彫った字は“ネッキー”だった。
- 第23回：「マジック（動くハンカチ）」「ぶんぶんごま」

お誕生日のコーナー
不定期で伊東市内で生まれ育った園児の名前を紹介していく。BGMは誕生日に関するオリジナル曲だが曲名は不明。

### ネッキーの歌
※13回現在
番組オリジナル曲
|        | 曲名                        | 回数                                            |
| ------ | --------------------------- | ----------------------------------------------- |
| OP     | はじまるよ                  | 1 -                                             |
| ED     | わんぱくパラダイス          | 1 -                                             |
| 挿入歌 | きみだーれ                  | 1 , 2, 3 , 4 , 5 , 6 , 7 , 8 , 9 , 10 , 11 , 13 |
| 挿入歌 | このまち                    | 12 -                                            |
| 挿入歌 | プレゼント                  | 8 , 9, 10 , 11 , 14                             |
| 挿入歌 | ゆめのかみひこうき          | 1 , 2, 3 , 4 , 5 , 6 , 9 , 11 , 12 , 13         |
| 挿入歌 | わんわんおにゃんにゃんお[1] | 15 , 16                                         |
童謡など
| 曲名                     | 回数              |
| ------------------------ | ----------------- |
| あめふり                 | 7                 |
| いっすんぼうし           | 6                 |
| いとまきのうた           | 3 , 15            |
| うさぎ                   | 12                |
| うさぎとかめ             | 4 , 7             |
| うさぎのだんす           | 14                |
| おおきなくりのきのしたで | 1 , 2 , 5 , 6 , 8 |
| かたつむり               | 4                 |
| かもめのすいへいさん     | 7                 |
| きゅっきゅっきゅっ       | 16                |
| ぐーちょきーぱー         | 5 , 6             |
| くつがなるよ             | 6 , 8             |
| こいのぼり               | 3                 |
| ココロのたまご           | 6 , 8             |
| しょじょじのうた         | 14                |
| せくらべ                 | 3                 |
| たんこうぶし[2]          | 13                |
| ちゃつみ                 | 4                 |
| つき                     | 12                |
| どんぐりころころ         | 13                |
| なかよしこみち           | 15                |
| はと                     | 8                 |
| はなさかじいさん         | 13                |
| はるがきた               | 1                 |
| はるのおがわ             | 2                 |
| ひげじいさん             | 16                |
| ふじのやま               | 2                 |
| ほたるこい               | 7                 |
| みどりのそよかぜ         | 1                 |
| むすんでひらいて         | 7 , 8 , 12        |
| むらまつり               | 13                |
| もみじ                   | 14                |
| ももたろう               | 12                |
| ゆりかごのうた           | 14                |

## スタッフ
- ディレクター：森田まさみ - 第26回目まで人形制作を担当。
- プロデューサー : 小川嘉洋 - 第26回目までディレクターを担当。
- 音楽 : 根木靖夫
- 撮影、編集：熊井光徳
- 広報・HP制作協力 : 菊池卓也、智華、アッキー
- 制作：わん☆パラ制作委員会（オフィスDREAMSHIP・CVA）

### 過去のスタッフ
- 企画、総合演出、音楽監修：パーサーまつや（松谷芳比呂） - MJtownの主宰でもある。第29回まで番組に携わり、提供読みも担当していた。
- AD : 小川新太（第26回まで）
- 音楽 : 橘光一（第26回まで）
- イラスト：HIDE（大嶋ヒデヒト） - 第4回までの「おはなしのはこ」の絵を提供

## テーマ曲
- オープニングテーマ：はじまるよ
- エンディングテーマ：わんぱくパラダイス

CDは2011年7月20日発売。

## その他
放送期間中、主に伊東市内の幼稚園、アピタ伊東店、伊東マリンパーク等、市内各地でミニコンサートを開催し、その一部を放送していた。
2012年3月10日、伊東市の生涯学習センターひぐらし会館でファミリーコンサートが開催された。第1回と付けられていたが、番組が終了したため、事実上最初で最後である。
番組終了後、新番組として「グッチ＆ウッチーのぐるぐるワンダーランド　ぐうなみ!」が同じ時間で放送されている。同じく子供向け番組で、当番組の制作を担当したスタッフの一部も引き続き、この番組の制作を担当している。
2014年3月19日 テレビ朝日のマツコ&有吉の怒り新党の「新・3大〇〇調査会」のコーナーでネッキー（ネキッチ）の絵描き歌が紹介された。
オープニングテーマ「はじまるよ」はロックバンド・ヤバイTシャツ屋さんのライブにおいてオープニングSEとして用いられている。2019年10月にはネッキーが同バンドのライブを観覧し、許諾をいただいた旨をボーカルのこやまたくやが報告している。